# 耕作放棄地

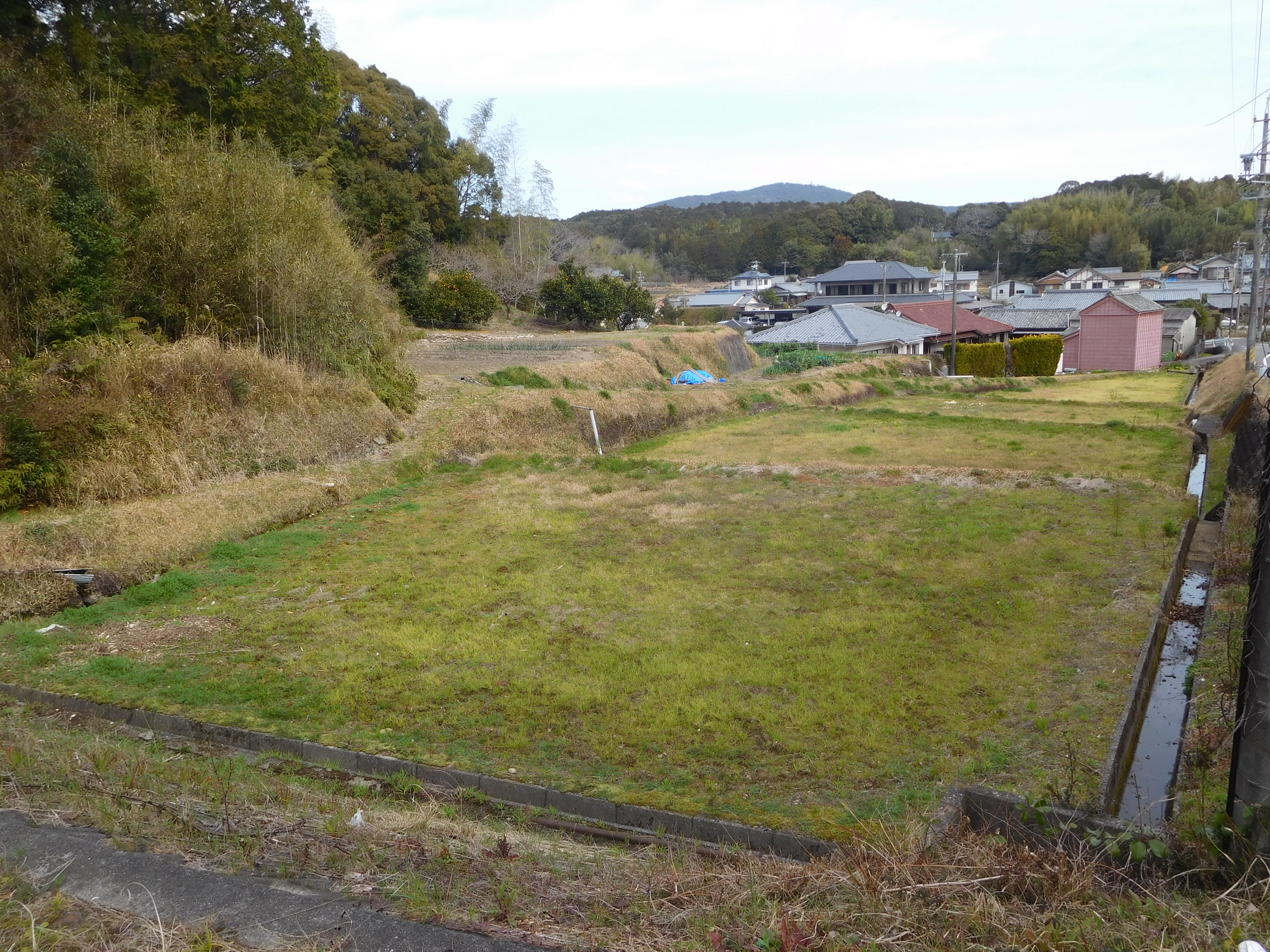
耕作放棄地の例（三重県志摩市）

耕作放棄地（こうさくほうきち）とは、農家への調査において、農作物が1年以上作付けされず、農家が数年の内に作付けする予定が無いと回答された農地。世界農林業センサスで定義づけられている。

## 概要
世界的な視点に立てば、耕作放棄される要因は水不足や自然災害、戦乱などがあげられるが、日本の場合は減反政策と農業後継者不足が大きな要因となる。
日本の耕作放棄地は、2005年の農林業センサスによれば386,000ha。耕作が行われなくなっても、農業委員会に用途変更の手続きが行われる例は少なく、日本の耕作放棄地の多くは農地の名目のまま原野化、森林化の道をたどる。
日本では耕作放棄地を放牧地や企業買収による転用、公園化などユニークな試みで再活用するケースも多く見られる。また、耕作放棄地の持ち主と希望者をインターネットでマッチングするサービスも始まっている。
しかし一方で、耕作放棄地の用途変更が農家にしか認められない制度を悪用し、自分の身内名義で耕作放棄地を購入するなどした上で産業廃棄物を不法投棄する例が後を絶たず、逮捕者も出ており、各自治体が是正指導や監視カメラの設置などの対策を実施している。
農家の申告による主観ベースの数値である耕作放棄地面積に対し、2008年より、農業委員会による客観ベースの荒廃農地の把握が⾏われていることから、2020年農林業センサスより耕作放棄地を把握する項⽬は廃⽌された。